# Altamaha
El riu Altamaha és un riu important de l'estat nord-americà de Geòrgia. Flueix fonamentalment cap a l'est durant 220 quilòmetres des del seu origen a la confluència dels rius Oconee i Ocmulgee cap a l'oceà Atlàntic, on desemboca a prop de Brunswick, Geòrgia. No hi ha preses a l'Altamaha, tot i que sí que n'hi ha a l'Oconee i l'Ocmulgee.
Si s'inclouen els seus afluents, el drenatge de la conca del riu Altamaha és d'uns 36.260 km², el que suposa una de les conques hidrogràfiques més grans de la costa atlàntica dels EUA. És el tercer major contribuent d'aigua dolça a l'Atlàntic Oceà d'Amèrica del Nord. Desemboca en estuari a l'Atlàntic, al sud de Savannals.